# Cicones oblongopunctata
Cicones oblongopunctata is een keversoort uit de familie somberkevers (Zopheridae). De wetenschappelijke naam van de soort werd in 1913 gepubliceerd door Henry Frederick Wickham.